# The Black Cat (Masters of Horror)
"The Black Cat" és l'onzè episodi de la segona temporada de Masters of Horror, dirigida per Stuart Gordon a partir d'un guió de Gordon i Dennis Paoli. Es va emetre a Showtime el 19 de gener de 2007. El DVD es va publicar el 17 de juliol de 2007.

## Argument
La història té el gran autor de terror Edgar Allan Poe (Jeffrey Combs) que pateix un bloqueig de l'escriptor i manca d'efectiu, turmentat per un gat negre que destruirà la seva vida. o inspirar-lo a escriure una de les seves històries més famoses. La història curta homònima de 1843 de Poe està teixida amb esdeveniments de ficció i detalls de la seva vida.

## Repartiment
- Jeffrey Combs
- Patrick Gallagher
- Christopher Heyerdahl
- Eric Keenleyside
- Ken Kramer
- Elyse Levesque
- Ian Alexander Martin
- Aron Tager

## Seqüència de crèdits inicials
Els crèdits inicials de l'episodi (després dels crèdits de la sèrie) inclouen diverses il·lustracions de l'artista irlandès Harry Clarke de principis del segle XX per a les històries de Poe.